# Гончаренко, Аверкий Матвеевич
Аве́ркий Матве́евич Гончаре́нко (укр. Ове́ркій Матвійович Гончаре́нко; 22 октября 1890, Дащенки, Полтавская губерния, Российская империя — 12 апреля 1980, США) — офицер Русской императорской армии, в 1917—1920 годах — украинский военный деятель, командующий войсками УНР в бою под Крутами. В годы Второй мировой войны — офицер дивизии СС «Галичина».

## Биография
Из казаков Полтавской губернии, православного вероисповедания.
Общее образование — домашнее (по версии Тинченко Я. Ю., — окончил гимназию в Прилуках).
1 сентября 1909 года поступил на военную службу юнкером Чугуевского военного училища, полный курс которого окончил по 1-му разряду. 6 августа 1912 года произведён в подпоручики (со старшинством с 06.08.1911) и назначен в 76-й пехотный Кубанский полк (г. Тульчин). Служил в 15-й роте младшим офицером, также исполнял должность помощника начальника учебной команды.
Участник Первой мировой войны. 
С началом войны, согласно мобилизационному плану, назначен ротным командиром во второочередной 260-й пехотный Брацлавский полк, сформированный в июле 1914 из кадра 76-го пехотного Кубанского полка. Принимал участие в Галицийской битве, в наступлении в Карпатах, в 1915 году — в оборонительных боях в Галиции; за боевые отличия награждён 5-ю орденами.
С сентября 1915 командовал 4-м батальоном полка. В декабре 1915 был тяжело ранен и эвакуирован в Киев, где находился 11 месяцев на лечении. Высочайшим Приказом от 2 февраля 1916 года произведён в поручики (со старшинством с 06.08.1915).
В ноябре 1916 назначен младшим офицером во 2-ю Киевскую школу подготовки прапорщиков пехоты, — преподавал тактику, топографию, фортификацию.
После Февральской революции 1917 года принял активное участие в украинизации школы прапорщиков, в которой служил. С согласия командования, в марте 1917 сформировал из 36 юнкеров школы украинский курс, который к августу-сентябрю 1917 значительно расширился (предполагалось, что выпускники курса будут служить в украинизированных частях Русской республиканской армии Российской Республики).
По данным Тинченко Я. Ю., в 1917 году был произведён в штабс-капитаны, затем в капитаны.
В конце октября 1917, в период Октябрьской революции в Петрограде, украинизированный курс 2-й Киевской школы прапорщиков был переведён в здание 1-го Киевского Константиновского училища, увеличен за счёт офицеров и юнкеров этого училища, и назван «1-й юнацкой военной школой имени гетмана Богдана Хмельницкого». Сформированный из юнкеров батальон (юнацкий курень) под командованием Аверкия Гончаренко был включён в состав сводного Революционного полка Центральной Рады (командующий полком — Галаган) и принял участие в подавлении попыток большевиков захватить власть в Киеве и в разоружении воинских частей, остававшихся верными свергнутому большевиками Временному правительству Российской республики.
В конце декабря 1917 отряд украинской юнацкой (юнкерской) военной школы был направлен в Бахмач с задачей задержать продвижение красногвардейских отрядов Берзина на Киев. 22 января 1918 года командующий всеми вооружёнными силами Центральной рады на противобольшевистском фронте Георгий Капкан приказал Аверкию Гончаренко выехать в Бахмач с подкреплением и вступить в командование юнацким куренем (батальоном юнкеров). Одновременно Гончаренко был назначен военным комендантом Бахмача с подчинением ему всех имеющихся в этом районе украинских силовых подразделений общей численностью около 400 человек. Через несколько дней украинские войска отступили к железнодорожной станции Круты, где, под командованием Гончаренко, приняли бой с превосходящими по численности красногвардейскими отрядами Берзина под общим командованием М. А. Муравьёва.
Отступив к Киеву, в конце января — начале февраля 1918 года юнкера под командованием Гончаренко и Петлюры приняли участие в подавлении восстания на заводе «Арсенал», затем — в отражении наступления большевиков на Киев.
В 1918 году Гончаренко служил на должности казначея в Главном школьном управлении Военного Министерства (УНР, затем Украинской державы), был личным секретарём генерала Юнакова.
Осенью 1918, при Директории УНР, был военным комендантом Летичевского уезда, с февраля 1919 занимал должность помощника военного коменданта Подольской губернии. Позднее был штаб-офицером для поручений при военном министре УНР генерале Всеволоде Петрове. Также входил в состав канцелярии Главного атамана Семёна Петлюры.
В 1920—1921 годах был курсовым офицером общей юношеской военной школы (сводного юнкерского училища) в Каменец-Подольском, затем в Станиславове (интернированного в конце 1920 года поляками).
С 1921 года жил в эмиграции в Польше. Поселился в Станиславове (в то время — Польша, ныне — Украина), работал в украинском сельскохозяйственном кооперативе.
Участник Второй мировой войны. 
Весной 1943 года поступил на службу в создаваемую германским командованием из добровольцев, украинцев Галиции, 14-ю дивизию войск СС «Галичина». Прошёл переобучения на офицера ваффен СС в Лешанах (в 30 км южнее Праги), а весной 1944 прошёл боевую подготовку в лагере «Нойгаммер» (Нижняя Силезия). Получил звание гауптштурмфюрера, обладал большим авторитетом среди сослуживцев.
В июне 1944 дивизия была отправлена на фронт против Красной армии, где в сражении под Бродами попала в окружение и понесла большие потери. Гончаренко в боях не участвовал — занимался вербовкой добровольцев в прифронтовом тылу. В Старом Самборе присоединился к остаткам дивизии и был перемещён сначала в Вену, затем в лагерь «Нойгаммер».
После переформирования и пополнения личным составом, дивизия в сентябре 1944 была направлена в Словакию на борьбу с партизанами, воевала также с наступавшими частями Красной армии. Гончаренко служил при штабе 30-го полка полковым агитатором — обеспечивал подразделения полка пропагандистской литературой. В октябре 1944 был переведен в штаб запасного полка, где занимался пропагандой и агитацией среди вновь прибывшего пополнения.
В январе 1945 года дивизия «Галичина» была передислоцирована на юг Австрии (в Каринтию); в апреле 1945 была задействована в оборонительных операциях в районе Фельдбаха против наступающих соединений Народно-освободительной армии Югославии и Красной армии.
В конце апреля 1945 года дивизия войск СС «Галичина» формально получила наименование «1-я Украинская дивизия УНА». Аверкий Гончаренко в звании сотника УНА продолжал служить в запасном полку. С 5 мая 1945 года принимал участие в переговорах с командованием британского армейского корпуса об условиях сдачи в плен и 9 мая, в районе Клягенфурта, вместе с полком, сдался англичанам.
После войны содержался в лагере для перемещённых лиц в окрестностях Римини (Италия). Занимался попечительством больных и раненых украинских военнослужащих, находившихся в госпиталях.
В 1947 году эмигрировал в Великобританию, в 1952 году — в США, где и прожил последние годы своей жизни. В 1960-х годах Правительством УНР в изгнании был произведён в полковники армии УНР.
Аверкий Гончаренко — автор нескольких автобиографических очерков-воспоминаний, опубликованных в Польше и в США в журналах украинских эмигрантов и переизданных в Украине.
Умер 12 апреля 1980 года.

## Награды
- Медаль «В память 300-летия царствования дома Романовых» (1913)
- Орден Святой Анны 4-й степени с надписью «За храбрость» (ВП от 08.02.1915, стр. 19)
- Орден Святого Станислава 3-й степени с мечами и бантом (ВП от 08.02.1915, стр. 20)
- Орден Святой Анны 3-й степени с мечами и бантом (утв. ВП от 26.06.1915, стр.18)
- Орден Святого Станислава 2-й степени с мечами (утв. ВП от 16.07.1916, стр. 37)
- Орден Святой Анны 2-й степени с мечами (утв. ВП от 12.09.1916, стр. 31)
- Крест Симона Петлюры (1932)
- Военный крест (УНР) (1961)

## Публицистика
- Киевские улицы планируют назвать в честь эсэсовца, кровавых бандитов и диктатора Одессы?